# Joanna Bruzdowicz
Joanna Bruzdowicz (født 17. maj 1943 i Warszawa, død 3. november 2021) var en polsk komponist. 
Bruzdowicz studerede komposition hos Kazimierz Sikorski, og senere Nadia Boulanger og Olivier Messiaen i Paris.
Hun skrev tre symfonier, orkesterværk, kammermusik og musik til scenen og filmmusik. 

## Udvalgte værker
- Symfoni nr. 1 (1975) - for orkester
- Kammersymfoni (1997) - for 2 guitarer, slagtøj  og kammerorkester
- Symfoni nr. 2 "Koncert for orkester" (2007) - for orkester
- Suite "Til minde om Sergej Prokofjev" (1967) – for orkester
- "Eclairs" (1969) – for orkester
- Kontrabaskoncert  (1982) - for kontrabas og orkester
- Klaverkoncert (1957-19599 - for 2 klaverer og orkester
- Violinkoncert (1975-1976) - for violin og orkester